# 臭化カルボニル
臭化カルボニル（英: Carbonyl bromide）は、化学式COBr2で表される化合物。消火剤などに用いられる。

## 反応
四臭化炭素に硫酸を加えることにより生成される。低温の状況下でも一酸化炭素と臭素とに分解する。